# Zwerg Nase (film, 1953)
Pour l’article homonyme, voir Zwerg Nase (film, 2008).
Pour plus de détails, voir Fiche technique et Distribution.
Zwerg Nase est un film allemand réalisé par Francesco Stefani (de) sorti en 1953.
Il s'agit d'une adaptation du conte Der Zwerg Nase (de) (Le Nain Long-Nez) de Wilhelm Hauff.

## Synopsis
Jakob, âgé de 12 ans, aide dans le magasin de légumes de sa mère et livre également au domicile des clients. Un jour, une vieille femme avec un long nez arrive dans le magasin, dit que les herbes étaient mauvaises et meilleures il y a cinquante ans. Jakob est contrarié qu'elle porte toutes les herbes à son nez et les écrase : « Cache-le, ton long nez », lui répond-il. « Tu n'aimes pas ça, mon beau long nez ? » se moque la femme, « tu devraits en avoir un comme ça, beaucoup plus long que le mien ». Finalement, elle achète des choux et veut que Jakob les apporte. Jakob refuse, mais se laisse persuader par sa mère. D'autres femmes du marché se demande si la vieille femme n'est pas la mauvaise fée Kräuterweis.
Dans sa maison, la vieille femme commence à faire de la magie et donne à Jakob une soupe qui le met dans un état de transe : il doit travailler pour la vieille femme pendant sept ans, dont trois ans de cuisine, et est transformé en nain avec un long nez en guise de punition pour son échec. Jakob se réveille après sept ans et s'enfuit, mais ses parents ne le reconnaissent pas et il est seul. Il devient cuisinier à la cour du duc, où le chef cuisinier le met à l'épreuve. Le duc est ravi et l'embauche immédiatement en tant que garde-manger sous le nom de Zwerg Nase, qui atteint la renommée nationale. Une oie achetée sur le marché, la princesse enchantée Mimi, commence à parler ; Jakob la garde secrètement dans sa chambre. Le duc reçoit la visite du prince, Jakob cuisine pendant deux semaines, enfin le prince demande la reine de tous les plats, le pâté Souzeraine. Jakob ne le connaît pas, mais Mimi si, ils cuisinent tous les deux la nuit, mais il manque un ingrédient, l'herbe Niesmitlust (« Jamais avec plaisir »). Le duc est extrêmement en colère, promet au prince le pâté pour le lendemain comme il le connaît ou la tête de son garde-manger. Mimi, qui vient d'oublier l'herbe, conduit Jakob à l'herbe magique qui pousse à la pleine lune la nuit prochaine, Jakob la reconnaît comme l'herbe de la soupe. Dans sa chambre, il sent fortement et perd son long nez, le nanisme et la bosse. Les deux fuient du château chez le père de Mimi, qui peut délivrer sa fille et accepte l'union.

## Fiche technique
- Titre : Zwerg Nase
- Réalisation : Francesco Stefani (de)
- Scénario : Emil Surmann (de)
- Musique : Norbert Schultze
- Photographie : Wolf Schwan (de)
- Montage : Eva Ponto (de)
- Production : Hubert Schonger
- Sociétés de production : Schongerfilm
- Société de distribution : Jugendfilm-Verleih
- Pays d'origine :  Allemagne de l'Ouest
- Langue : allemand
- Format : Noir et blanc - 1,37:1 - Mono - 35 mm
- Genre : Comédie
- Durée : 80 minutes
- Dates de sortie :
  -  Allemagne de l'Ouest : 25 janvier 1953.

## Distribution
- Hans Clarin : Zwerg Nase
- Hans Dieter Götz : Jakob
- Elinor von Wallerstein (de) : La mère de Jakob
- Edith Schultze-Westrum : La sorcière
- Ernst Rotmund : Le duc
- Wolfgang Eichberger : Le prince
- Hans Elwenspoek : Le chef cuisinier
- Alfred Pongratz (de) : Le capitaine
- Diemut Gerstorfer : Mimi

## Source de la traduction
- (de) Cet article est partiellement ou en totalité issu de l’article de Wikipédia en allemand intitulé « Zwerg Nase (1953) » (voir la liste des auteurs).